# Comuna Zavadînți, Izeaslav
Zavadînți (în ucraineană Завадинці) este o comună în raionul Izeaslav, regiunea Hmelnîțkîi, Ucraina, formată din satele Dibrovka, Kaletînți și Zavadînți (reședința).

## Demografie
Componența lingvistică a comunei Zavadînți
     Ucraineană (99,63%)
     Alte limbi (0,37%)
Conform recensământului din 2001, majoritatea populației comunei Zavadînți era vorbitoare de ucraineană (99,63%), existând în minoritate și vorbitori de alte limbi.